# دانیل بائر (بازیکن فوتبال)
دانیل بائر (انگلیسی: Daniel Bauer؛ زادهٔ ۱۷ اکتبر ۱۹۸۲) بازیکن فوتبال اهل آلمان است.
از باشگاه‌هایی که در آن بازی کرده‌است می‌توان به باشگاه فوتبال ماگدبورگ ۱، باشگاه فوتبال رووانیمی پالوسئورا، باشگاه فوتبال یونیون برلین، و باشگاه فوتبال هانوفر ۹۶ اشاره کرد.